# Macau, Gironde
Macau är en kommun i departementet Gironde i regionen Nouvelle-Aquitaine i sydvästra Frankrike. Kommunen ligger i kantonen Blanquefort som tillhör arrondissementet Bordeaux. År 2022 hade Macau 4 575 invånare.

## Befolkningsutveckling
Antalet invånare i kommunen Macau
Referens:INSEE